# Katholieke Kerk in Italië

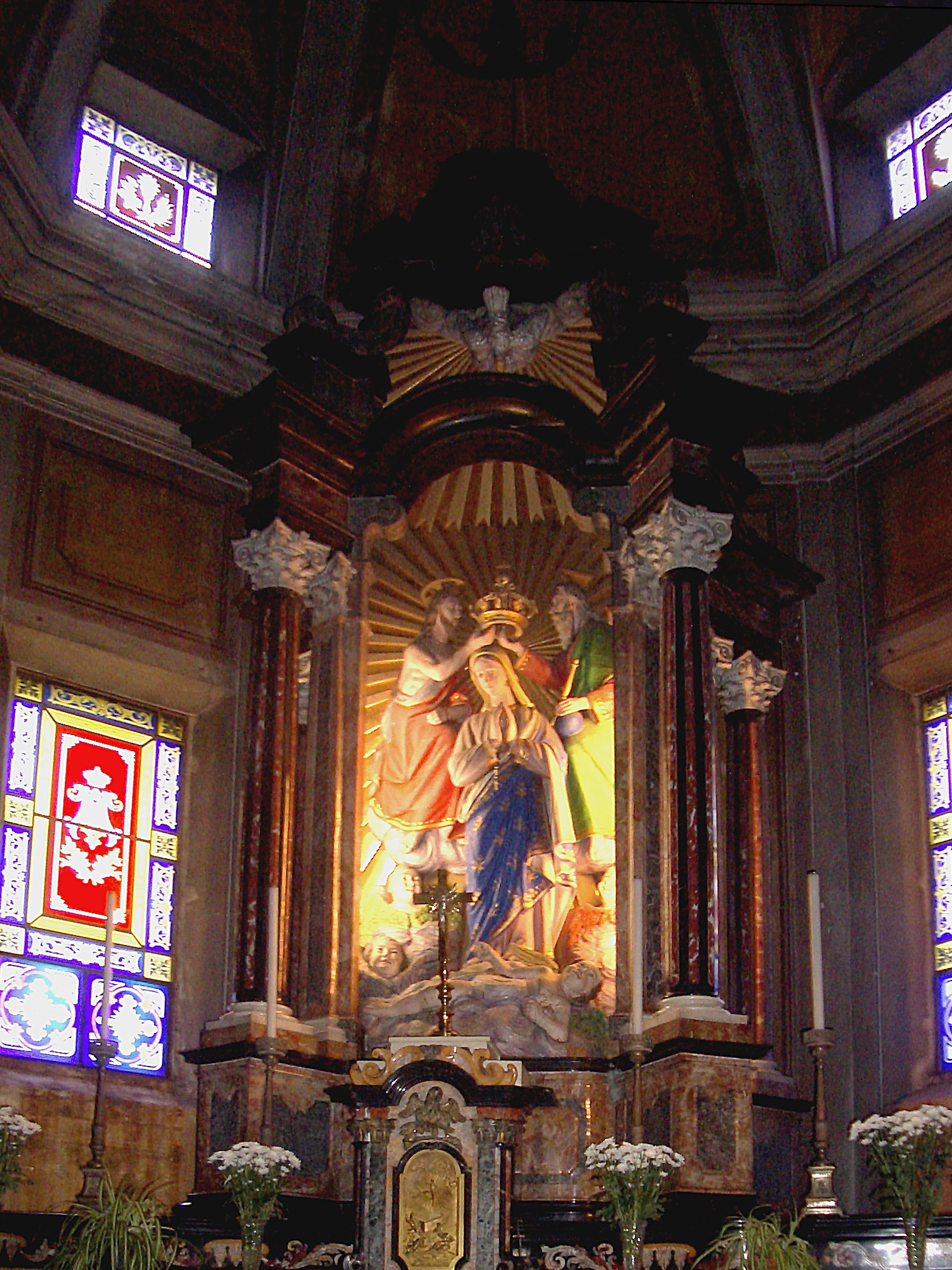
Altaar met beeldengroep op de Heilige berg van Ossuccio voorstellende de kroning van de maagd Maria

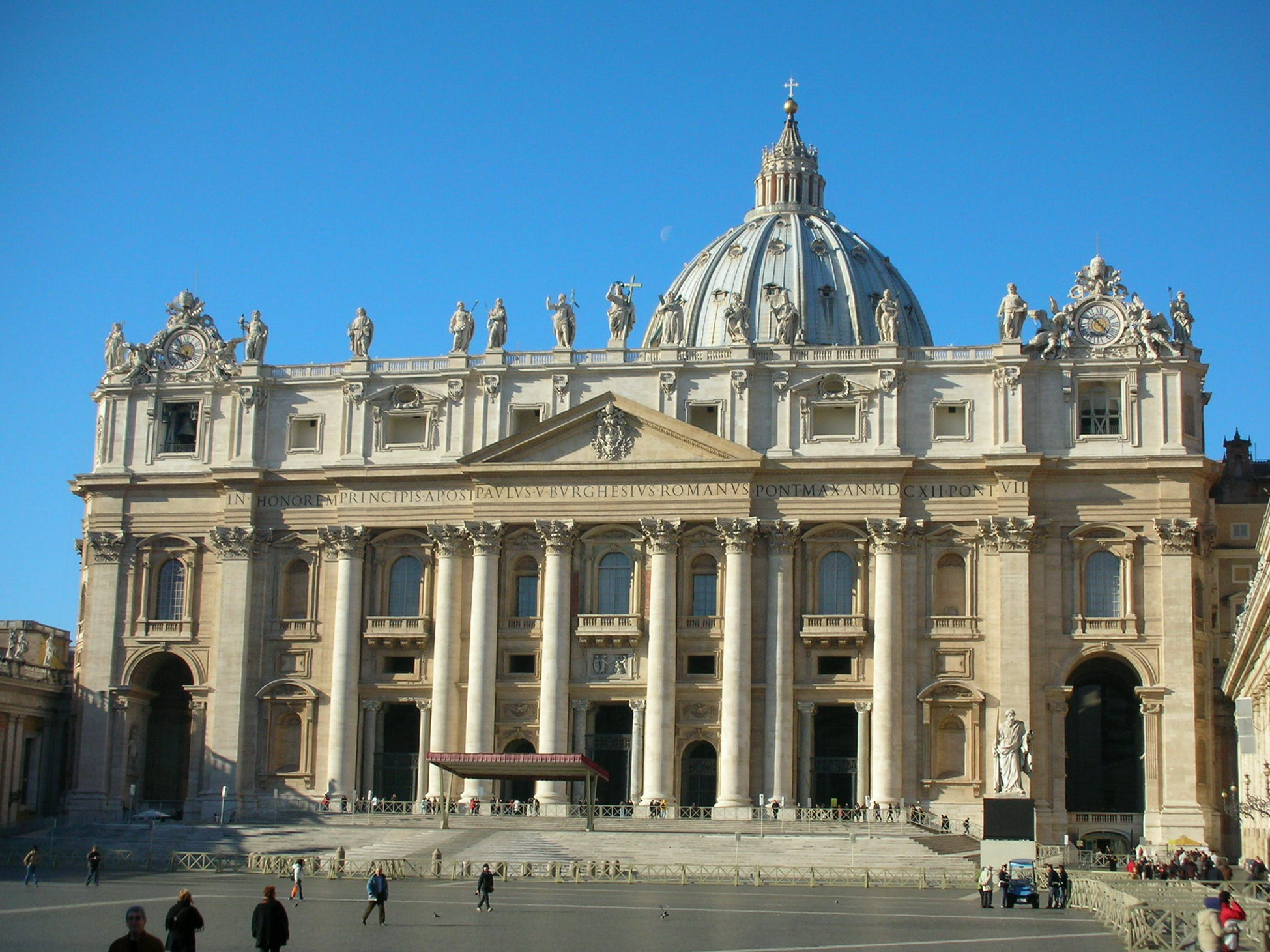
Sint-Pietersbasiliek

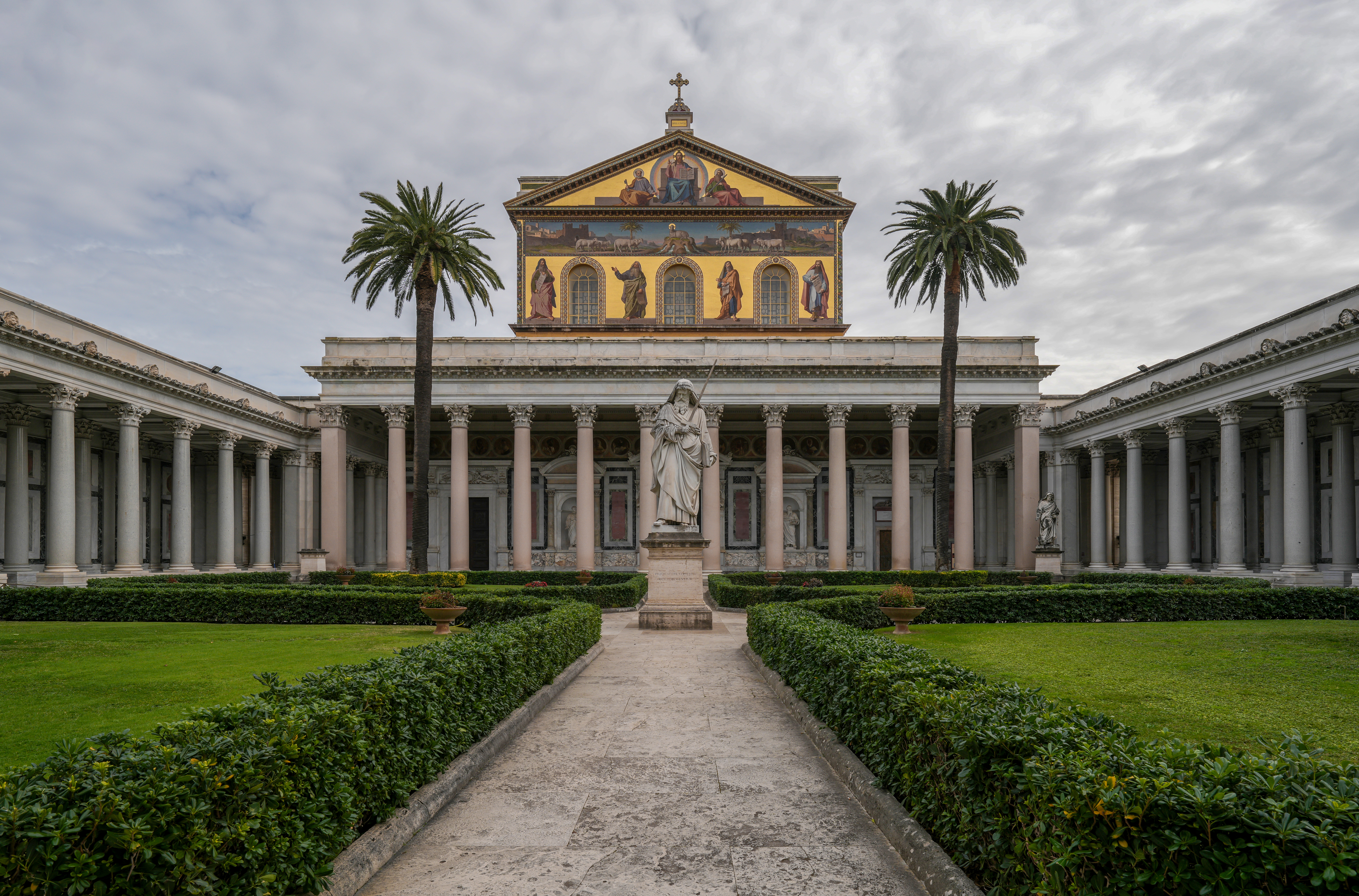
Sint-Paulus buiten de Muren

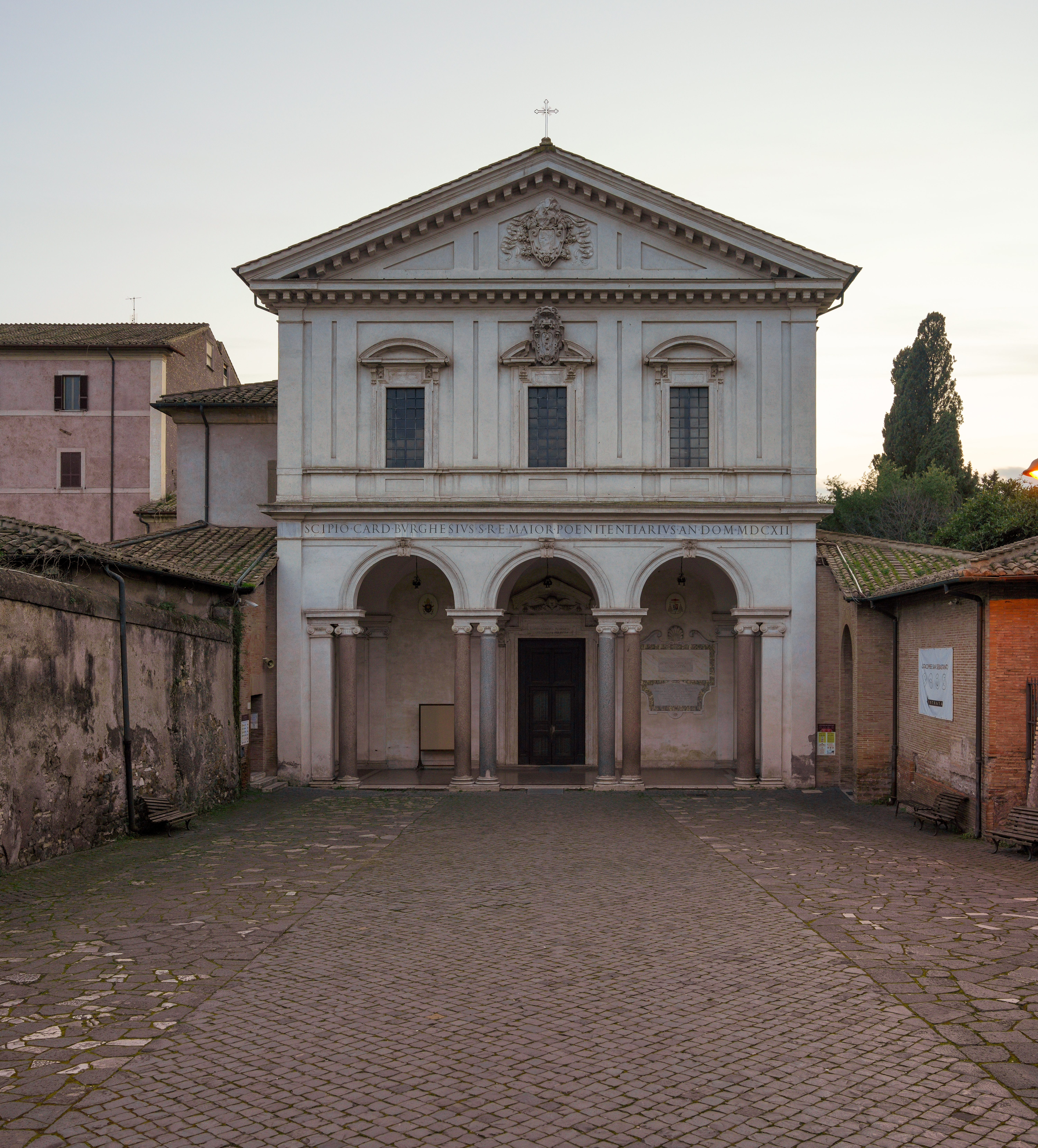
Sint-Sebastiaan buiten de Muren

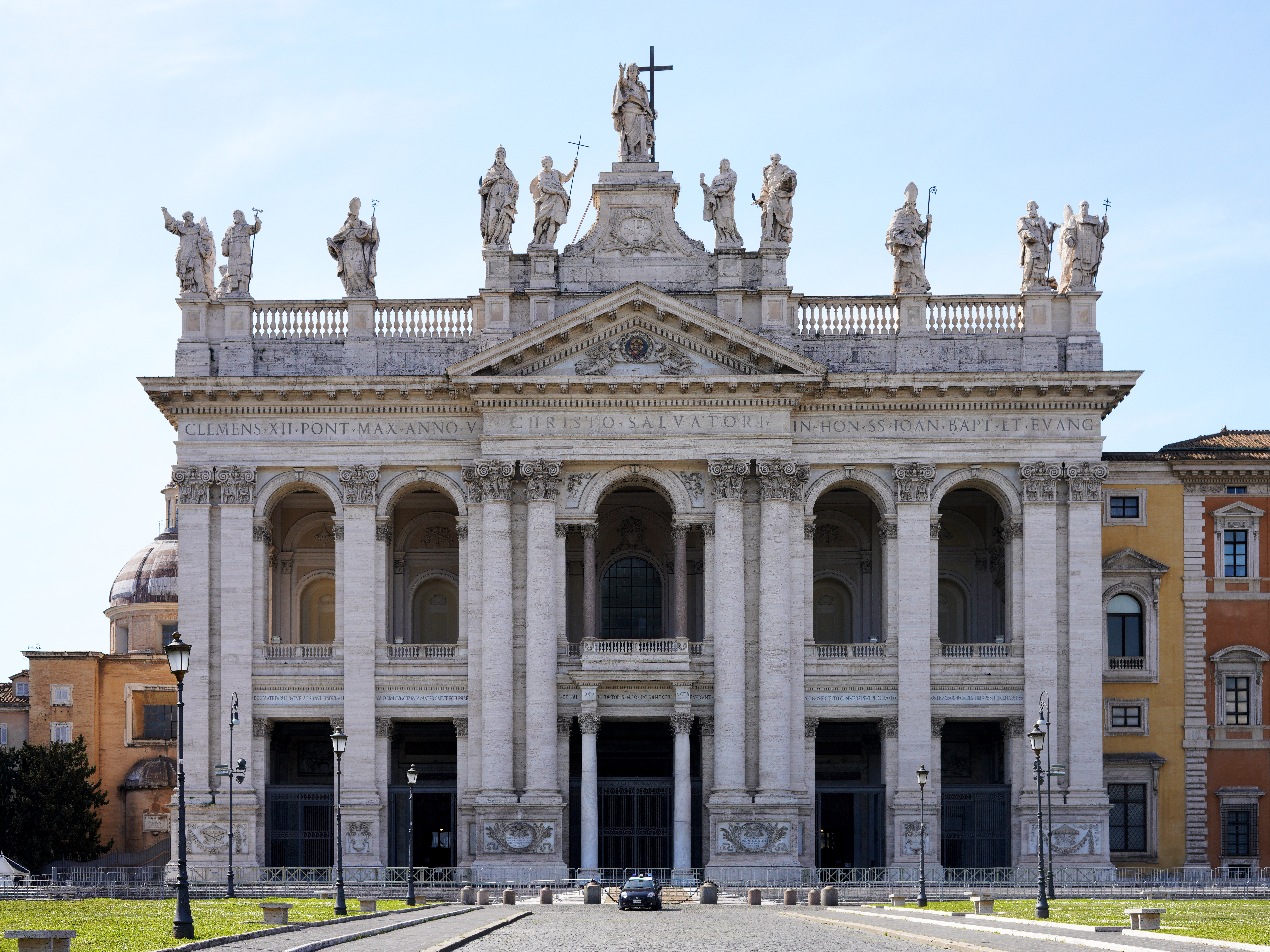
Sint-Jan van Lateranen

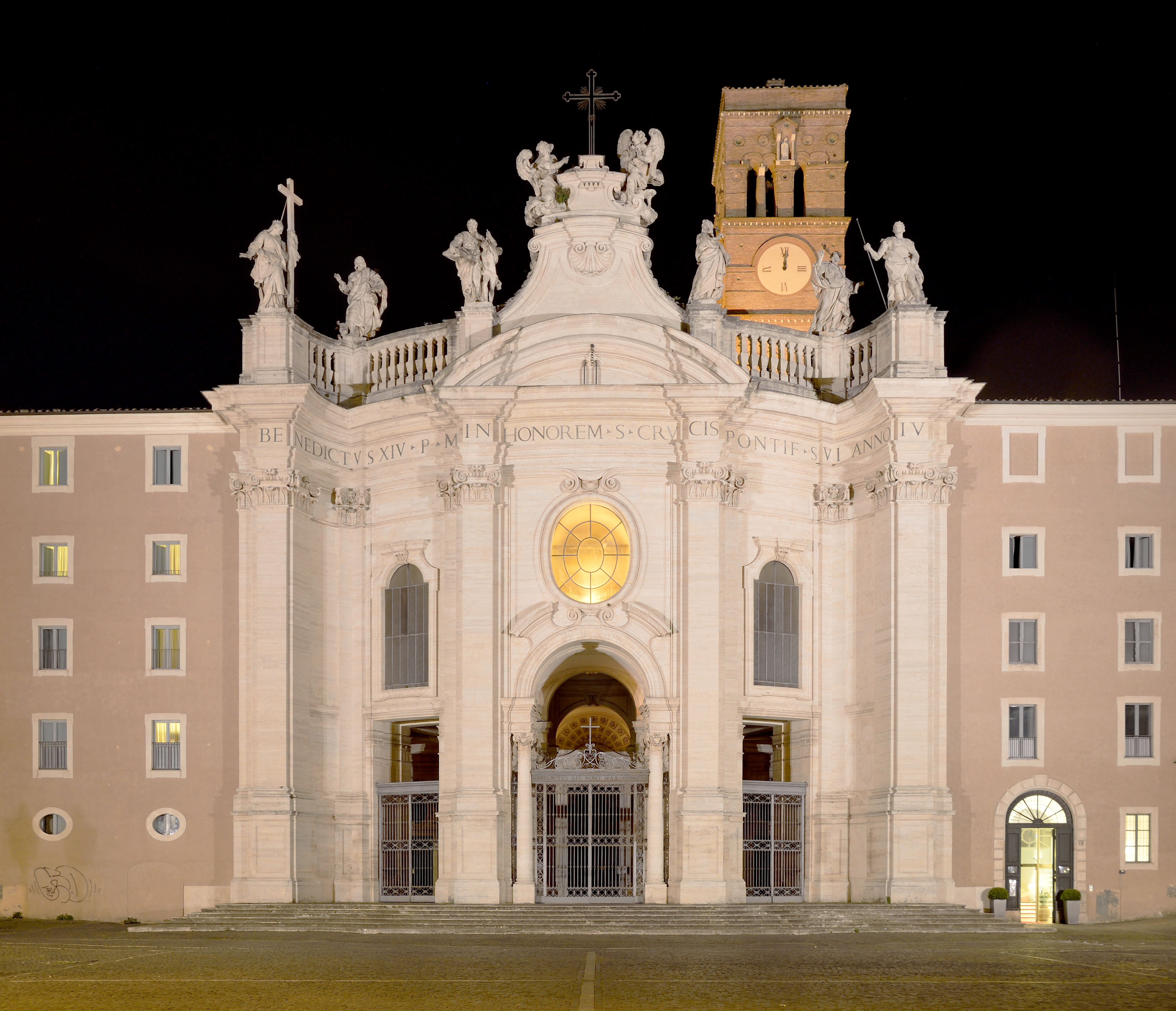
Santa Croce in Gerusalemme

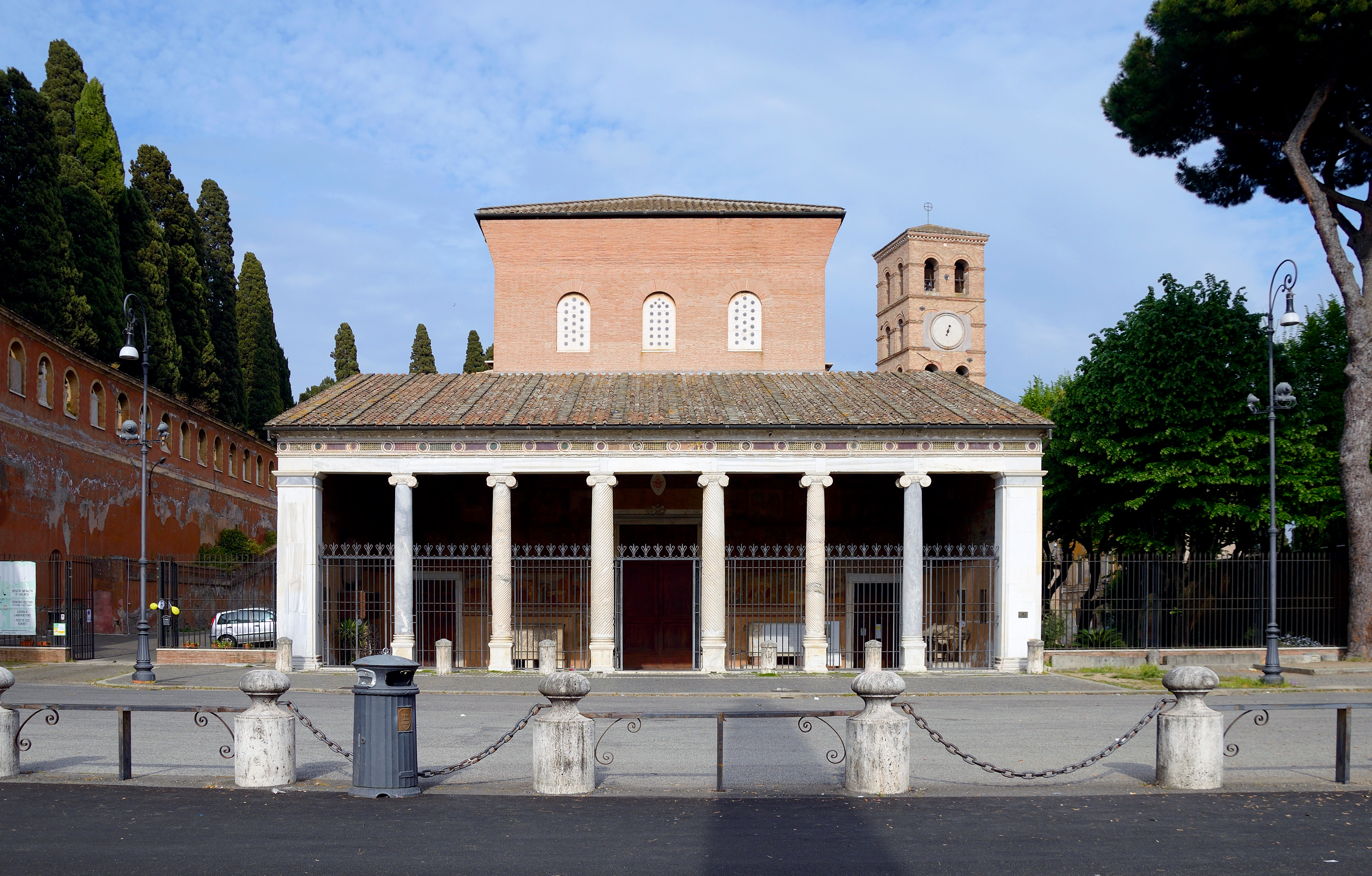
Sint-Laurens buiten de Muren

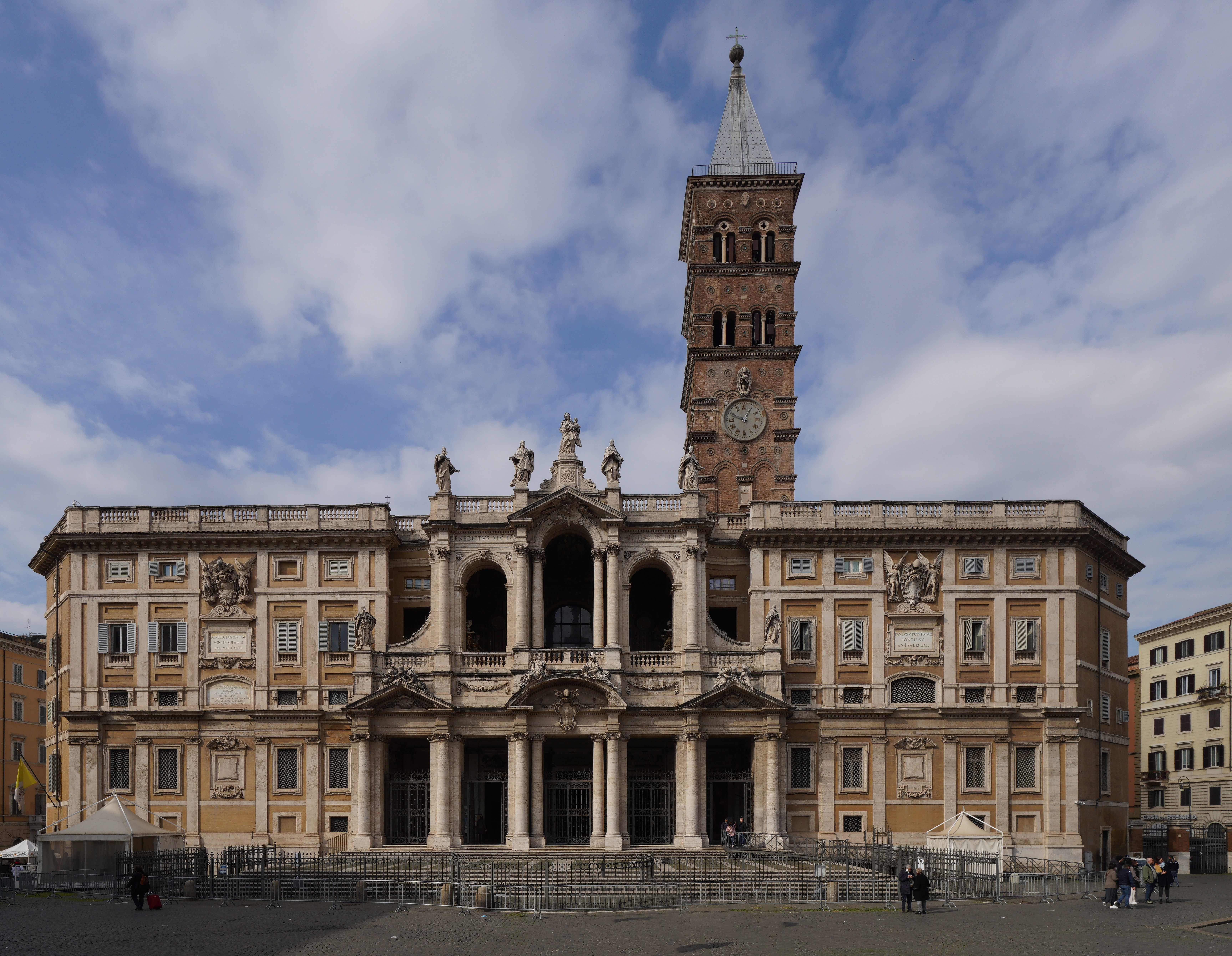
Basiliek van Maria de Meerdere

De Katholieke Kerk in Italië is een onderdeel van de wereldwijde Katholieke Kerk. Naast het land Italië behoren er nog twee andere naties tot de Italiaanse bisdommen, namelijk San Marino en Vaticaanstad. In totaal zijn er 225 bisdommen in Italië. De geestelijk leider van het katholieke geloof is de paus, die zijn zetel heeft in Vaticaanstad.
Italië is sinds het Romeinse Rijk een belangrijke plaats voor christelijke pelgrims. Vooral de stad Rome, de stad waar Sint-Pieter is gestorven, wordt gezien als het “thuis” van de Rooms-Katholieke Kerk. Dit komt doordat de Sint-Pietersbasiliek beschouwd wordt als de eerste van de zeven pelgrimskerken van Rome. Na verloop van tijd werd de Rooms-Katholieke Kerk in en buiten Italië heel erg belangrijk. Talrijke Italiaanse kardinalen, pausen en religieuze geleerden maakten er deel van uit.
In de Renaissance was de kerkelijke kunst van Italië opvallend van kwaliteit, ze trok aandacht uit heel Europa en verder. Veel nu nog bekende kunstenaars hielden zich ermee bezig: Leonardo da Vinci, Michelangelo, Fra Carnevale (priester en kunstenaar), Gian Lorenzo Bernini, Sandro Botticelli, Tintoretto, Titian, Raphael, Giotto en vele anderen.
Ook de Italiaanse kerkarchitectuur had grote invloed op de westerse cultuur. Voorbeelden hiervan zijn: De Sint-Pietersbasiliek in Rome, de basiliek van San Marco in Venetië en de Santa Maria del Fiore de dom van Brunelleschi in Florence.

## Geschiedenis
In de eerste eeuw kreeg het christendom voet aan de grond in Italië, nadat het waarschijnlijk hierheen was gebracht door onbekende reizigers, handelaren of soldaten. De aanwezigheid van deze christenen in de eerste eeuw bleek uit een brief die de apostel Paulus geschreven had aan de Romeinen. De christenen in Rome hadden contact met de apostelen Petrus en Paulus. Deze apostelen gingen op een missie naar Rome. Een van de eerste Italiaanse bisschoppen en pausen was de romein Clemens.
In haar tweeduizend jaar oude geschiedenis is de Kerk van Italië sterk gegroeid in grootte en invloed. Veel belangrijke voormannen en -vrouwen van het katholieke geloof komen uit de Italiaanse Kerk:
- het echtpaar Aquila en Priscilla
- Ignatius van Antiochië, bisschop van Antiochië en martelaar in Rome
- Polycarpus, bisschop van Smyrna en martelaar in Rome en een leerling van Johannes de Evangelist
- Agnes, martelaar
- Laurentius, martelaar
- Justinus de Martelaar, kerkleraar en martelaar
- Hippolytus, priester en martelaar
- Cecilia, martelaar in het Romeinse Rijk
- Ambrosius, bisschop en kerkleraar
- Hiëronymus, theoloog en kerkleraar
- Benedictus van Nursia, stichter van het westerse monnikendom
- Paus Leo de Grote, kerkleraar en bisschop van Rome
- Paus Gregorius de Grote, bisschop van Rome en kerkleraar
- Augustinus van Canterbury, Romeinse monnik, later Engelse aartsbisschop
- Paus Urbanus II, paus of bisschop van Rome, aankondiger van de eerste kruistocht
- Anselmus van Canterbury, Italiaanse filosoof, doctor en later de Engelse bisschop
- Franciscus van Assisi, oprichter van de Franciscanen
- Bonaventura van Bagnorea, Dominicaanse theoloog en kerkleraar
- Thomas van Aquino, theoloog, filosoof en kerkleraar
- Dante Alighieri, dichter
- Catharina van Siena, hervormer en kerklerares
- Claudio Monteverdi, componist
- Robertus Bellarminus uit Toscane, theoloog en kerkleraar
- Antonio Vivaldi, priester en componist
- Paus Leo XIII, bisschop van Rome en sociaal hervormer
- Paus Pius XII, bisschop van Rome
- Paus Johannes XXIII, bisschop van Rome en initiatiefnemer van het Tweede Vaticaans Concilie.

## Tegenwoordig
De Italiaanse Bisschoppenconferentie heeft een uitvoerende taak. In tegenstelling tot wat bij de meeste andere bisschoppelijke conferenties het geval is wordt de voorzitter van de Italiaanse conferentie benoemd door de paus. Sinds maart 2007 is kardinaal Angelo Bagnasco voorzitter.
Hedendaagse Italianen die belangrijk zijn voor de Kerk zijn bijvoorbeeld: Luigi Giussani, de stichter van Gemeenschap en Bevrijding; Chiara Lubich, oprichtster van de Focolarebeweging; Andrea Riccardi, stichter van de Gemeenschap van Sant'Egidio, een van de grootste organisaties ter wereld die op geloof gebaseerd is.
Ongeveer 90% van de Italiaanse bevolking maakt deel uit van de Rooms-Katholieke Kerk, waarvan een derde actief lid is. Italië heeft 225 bisdommen, meer dan enig ander land in de wereld, met uitzondering van Brazilië. Italië heeft ook het grootste aantal parochies (25.694), vrouwelijke (102.089) en mannelijke (23719) religieuzen en priesters.

## Organisatie
Er zijn in Italië twee katholieke kerken met hun eigen rechten:
- De Latijns-Katholieke Kerk
- De Italo-Grieks-Katholieke Kerk

Verder is de Rooms-Katholieke Kerk in Italië als volgt georganiseerd:
- 16 kerkelijke regio’s (komen overeen met de regio’s van de Italiaanse staat)
- 42 provinciale kerken
  - Apostolische kerk in Rome
  - 41 metropolitane aartsbisdommen
- 20 aartsbisdommen
- 155 bisdommen
- 2 territoriale prelaturen
  - Pompeii
  - Loreto
- 6 territoriale abdijen
  - Monte Oliveto Maggiore
  - Montecassino
  - Montevergine
  - Santa Maria di Grottaferrata
  - Cava dei Tirreni
  - Subiaco
- Italiaans militair ordinariaat

### Kerkelijke regio Abruzzen-Molise

#### Kerkprovincie Campobasso-Boiano
- Aartsbisdom Campobasso-Boiano
  - Bisdom Isernia-Venafro
  - Bisdom Termoli-Larino
  - Bisdom Trivento

#### Kerkprovincie Chieti-Vasto
- Aartsbisdom Chieti-Vasto
  - Aartsbisdom Lanciano-Ortona

#### Kerkprovincie L'Aquila
- Aartsbisdom L'Aquila
  - Bisdom Avezzano
  - Bisdom Sulmona-Valva

#### Kerkprovincie Pescara-Penne
- Aartsbisdom Pescara-Penne
  - Bisdom Teramo-Atri

### Kerkelijke regio Apulië

#### Kerkprovincie Bari-Bitonto
- Aartsbisdom Bari-Bitonto
  - Aartsbisdom Trani-Barletta-Bisceglie
  - Bisdom Altamura-Gravina-Acquaviva delle Fonti
  - Bisdom Andria
  - Bisdom Conversano-Monopoli
  - Bisdom Molfetta-Ruvo-Giovinazzo-Terlizzi

#### Kerkprovincie Foggia-Bovino
- Aartsbisdom Foggia-Bovino
  - Aartsbisdom Manfredonia-Vieste-San Giovanni Rotondo
  - Bisdom Cerignola-Ascoli Satriano
  - Bisdom Lucera-Troia
  - Bisdom San Severo

#### Kerkprovincie Lecce
- Aartsbisdom Lecce
  - Aartsbisdom Brindisi-Ostuni
  - Aartsbisdom Otranto
  - Bisdom Nardò-Gallipoli
  - Bisdom Ugento-Santa Maria di Leuca

#### Kerkprovincie Tarente
- Aartsbisdom Tarente
  - Bisdom Castellaneta
  - Bisdom Oria

### Kerkelijke regio Basilicata

#### Kerkprovincie Potenza-Muro Lucano-Marsico Nuovo
- Aartsbisdom Potenza-Muro Lucano-Marsico Nuovo
  - Aartsbisdom Acerenza
  - Aartsbisdom Matera-Irsina
  - Bisdom Melfi-Rapolla-Venosa
  - Bisdom Tricarico
  - Bisdom Tursi-Lagonegro

### Kerkelijke regio Calabrië

#### Kerkprovincie Cosenza-Bisignano
- Aartsbisdom Cosenza-Bisignano
  - Aartsbisdom Rossano-Cariati
  - Bisdom Cassano all'Jonio
  - Bisdom San Marco Argentano-Scalea

#### Kerkprovincie Catanzaro-Squillace
- Aartsbisdom Catanzaro-Squillace
  - Aartsbisdom Crotone-Santa Severina
  - Bisdom Lamezia Terme

#### Kerkprovincie Reggio Calabria-Bova
- Aartsbisdom Reggio Calabria-Bova
  - Bisdom Locri-Gerace
  - Bisdom Mileto-Nicotera-Tropea
  - Bisdom Oppido Mamertina-Palmi

#### Immediatum
Het volgende exempte bisdom valt onder direct gezag van de Heilige Stoel:
- Italo-Grieks katholieke eparchie Lungro

### Kerkelijke regio Campania

#### Kerkprovincie Benevento
- Aartsbisdom Benevento
  - Aartsbisdom Sant'Angelo dei Lombardi-Conza-Nusco-Bisaccia
  - Bisdom Ariano Irpino-Lacedonia
  - Bisdom Avellino
  - Bisdom Cerreto Sannita-Telese-Sant’Agata de’ Goti
  - Territoriale abdij Montevergine

#### Kerkprovincie Napels
- Aartsbisdom Napels
  - Aartsbisdom Capua
  - Aartsbisdom Sorrento-Castellammare di Stabia
  - Bisdom Acerra
  - Bisdom Alife-Caiazzo
  - Bisdom Aversa
  - Bisdom Caserta
  - Bisdom Ischia
  - Bisdom Nola
  - Bisdom Pozzuoli
  - Bisdom Sessa Aurunca
  - Bisdom Teano-Calvi
  - Territoriale prelatuur Pompeï

#### Kerkprovincie Salerno-Campagna-Acerno
- Aartsbisdom Salerno-Campagna-Acerno
  - Aartsbisdom Amalfi-Cava de’ Tirreni
  - Bisdom Nocera Inferiore-Sarno
  - Bisdom Teggiano-Policastro
  - Bisdom Vallo della Lucania
  - Territoriale abdij van de Heilige Drie-eenheid van Cava de' Tirreni

### Kerkelijke regio Emilia-Romagna

#### Kerkprovincie Bologna
- Aartsbisdom Bologna
  - Aartsbisdom Ferrara-Comacchio
  - Bisdom Faenza-Modigliana
  - Bisdom Imola

#### Kerkprovincie Modena-Nonantola
- Aartsbisdom Modena-Nonantola
  - Bisdom Carpi
  - Bisdom Fidenza
  - Bisdom Parma
  - Bisdom Piacenza-Bobbio
  - Bisdom Reggio Emilia-Guastalla

#### Kerkprovincie Ravenna-Cervia
- Aartsbisdom Ravenna-Cervia
  - Bisdom Cesena-Sarsina
  - Bisdom Forlì-Bertinoro
  - Bisdom Rimini
  - Bisdom San Marino-Montefeltro

### Kerkelijke regio Lazio

#### Kerkprovincie Rome
- Bisdom Rome
  - Suburbicair bisdom Albano
  - Suburbicair bisdom Frascati
  - Suburbicair bisdom Ostia
  - Suburbicair bisdom Palestrina
  - Suburbicair bisdom Porto-Santa Rufina
  - Suburbicair bisdom Sabina-Poggio Mirteto
  - Suburbicair bisdom Velletri-Segni

#### Immediata
De volgende exempte bisdommen staan onder direct gezag van de Heilige Stoel:
- Aartsbisdom Gaeta
- Bisdom Anagni-Alatri
- Bisdom Civita Castellana
- Bisdom Civitavecchia-Tarquinia
- Bisdom Frosinone-Veroli-Ferentino
- Bisdom Latina-Terracina-Sezze-Priverno
- Bisdom Rieti
- Bisdom Sora-Cassino-Aquino-Pontecorvo
- Bisdom Tivoli
- Bisdom Viterbo

#### Territoriale abdijen
- Montecassino
- Santa Maria di Grottaferrata
- Subiaco

### Kerkelijke regio Ligurië

#### Kerkprovincie Genua
- Aartsbisdom Genua
  - Bisdom Albenga-Imperia
  - Bisdom Chiavari
  - Bisdom La Spezia-Sarzana-Brugnato
  - Bisdom Savona-Noli
  - Bisdom Tortona
  - Bisdom Ventimiglia-San Remo

### Kerkelijke regio Lombardije

#### Kerkprovincie Milaan
- Aartsbisdom Milaan
  - Bisdom Bergamo
  - Bisdom Brescia
  - Bisdom Como
  - Bisdom Crema
  - Bisdom Cremona
  - Bisdom Lodi
  - Bisdom Mantua
  - Bisdom Pavia
  - Bisdom Vigevano

### Kerkelijke regio Marche

#### Kerkprovincie Ancona-Osimo
- Aartsbisdom Ancona-Osimo
  - Bisdom Fabriano-Matelica
  - Bisdom Jesi
  - Bisdom Senigallia
  - Territoriale prelatuur Loreto

#### Kerkprovincie Fermo
- Aartsbisdom Fermo
  - Aartsbisdom Camerino-San Severino Marche
  - Bisdom Ascoli Piceno
  - Bisdom Macerata-Tolentino-Recanati-Cingoli-Treia
  - Bisdom San Benedetto del Tronto-Ripatransone-Montalto

#### Kerkprovincie Pesaro
- Aartsbisdom Pesaro
  - Aartsbisdom Urbino-Urbania-Sant'Angelo in Vado
  - Bisdom Fano-Fossombrone-Cagli-Pergola

### Kerkelijke regio Piëmont

#### Kerkprovincie Turijn
- Aartsbisdom Turijn
  - Bisdom Acqui
  - Bisdom Alba
  - Bisdom Aosta
  - Bisdom Asti
  - Bisdom Cuneo
  - Bisdom Fossano
  - Bisdom Ivrea
  - Bisdom Mondovì
  - Bisdom Pinerolo
  - Bisdom Saluzzo
  - Bisdom Susa

#### Kerkprovincie Vercelli
- Aartsbisdom Vercelli
  - Bisdom Alessandria
  - Bisdom Biella
  - Bisdom Casale Monferrato
  - Bisdom Novara

### Kerkelijke regio Sardinië

#### Kerkprovincie Cagliari
- Aartsbisdom Cagliari
  - Bisdom Iglesias
  - Bisdom Lanusei
  - Bisdom Nuoro

#### Kerkprovincie Oristano
- Aartsbisdom Oristano
  - Bisdom Ales-Terralba

#### Kerkprovincie Sassari
- Aartsbisdom Sassari
  - Bisdom Alghero-Bosa
  - Bisdom Ozieri
  - Bisdom Tempio-Ampurias

### Kerkelijke regio Sicilië

#### Kerkprovincie Palermo
- Aartsbisdom Palermo
  - Aartsbisdom Monreale
  - Bisdom Cefalù
  - Bisdom Mazara del Vallo
  - Bisdom Trapani

#### Kerkprovincie Agrigento
- Aartsbisdom Agrigento
  - Bisdom Caltanissetta
  - Bisdom Piazza Armerina

#### Kerkprovincie Catania
- Aartsbisdom Catania
  - Bisdom Acireale
  - Bisdom Caltagirone

#### Kerkprovincie Messina-Lipari-Santa Lucia del Mela
- Aartsbisdom Messina-Lipari-Santa Lucia del Mela
  - Bisdom Nicosia
  - Bisdom Patti

#### Kerkprovincie Syracuse
- Aartsbisdom Syracuse
  - Bisdom Noto
  - Bisdom Ragusa

#### Immediatum
Het volgende exempte bisdom valt onder direct gezag van de Heilige Stoel:
- Italo-Grieks katholieke eparchie Piana degli Albanesi

### Kerkelijke regio Toscane

#### Kerkprovincie Florence
- Aartsbisdom Florence
  - Bisdom Arezzo-Cortona-Sansepolcro
  - Bisdom Fiesole
  - Bisdom Pistoia
  - Bisdom Prato
  - Bisdom San Miniato

#### Kerkprovincie Pisa
- Aartsbisdom Pisa
  - Bisdom Livorno
  - Bisdom Massa Carrara-Pontremoli
  - Bisdom Pescia
  - Bisdom Volterra

#### Kerkprovincie Siena-Colle di Val d’Elsa-Montalcino
- Aartsbisdom Siena-Colle di Val d’Elsa-Montalcino
  - Bisdom Grosseto
  - Bisdom Massa Marittima-Piombino
  - Bisdom Montepulciano-Chiusi-Pienza
  - Bisdom Pitigliano-Sovana-Orbetello

#### Immediatum
Het volgende exempte bisdom valt onder direct gezag van de Heilige Stoel:
- Aartsbisdom Lucca

#### Territoriale abdij
- Monte Oliveto Maggiore

### Kerkelijke regioTriveneto

#### Kerkprovincie Gorizia
- Aartsbisdom Gorizia
  - Bisdom Triëst

#### Kerkprovincie Trente
- Aartsbisdom Trente
  - Bisdom Bozen-Brixen

#### Kerkprovincie Udine
- Aartsbisdom Udine

#### Kerkprovincie Venetië
- Patriarchaat Venetië
  - Bisdom Adria-Rovigo
  - Bisdom Belluno-Feltre
  - Bisdom Chioggia
  - Bisdom Concordia-Pordenone
  - Bisdom Padua
  - Bisdom Treviso
  - Bisdom Verona
  - Bisdom Vicenza
  - Bisdom Vittorio Veneto

### Kerkelijke regio Umbrië

#### Kerkprovincie Perugia-Città della Pieve
- Aartsbisdom Perugia-Città della Pieve
  - Bisdom Assisi-Nocera Umbra-Gualdo Tadino
  - Bisdom Città di Castello
  - Bisdom Foligno
  - Bisdom Gubbio

#### Immediata
De volgende exempte bisdommen vallen onder direct gezag van de Heilige Stoel:
- Aartsbisdom Spoleto-Norcia
- Bisdom Orvieto-Todi
- Bisdom Terni-Narni-Amelia

## Nuntius
Apostolisch nuntius voor Italië is sinds 11 maart 2024 aartsbisschop Petar Rajič, die tevens nuntius is voor San Marino.

Katholieke Kerk in Italië
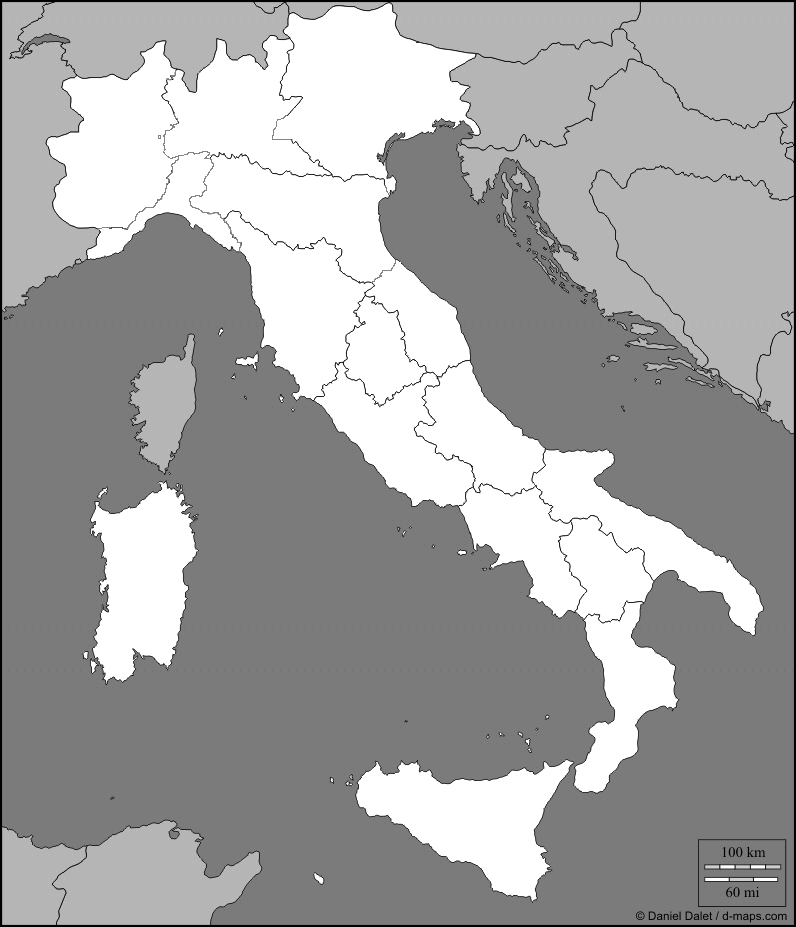
Kerkregio's
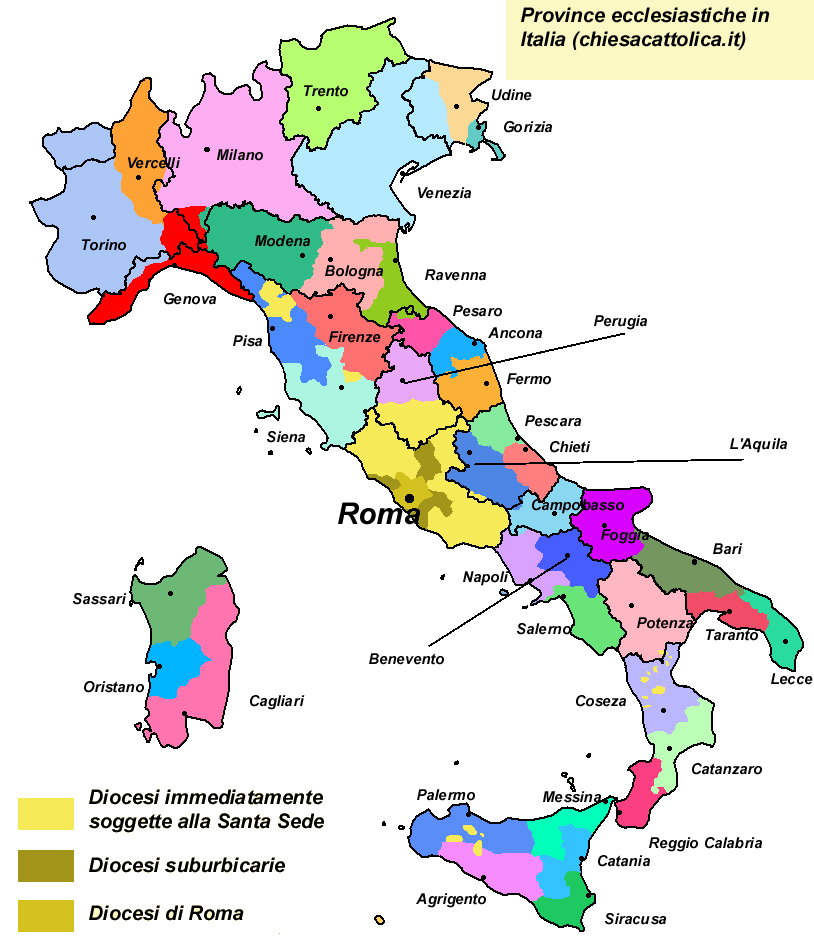
Bisdommen
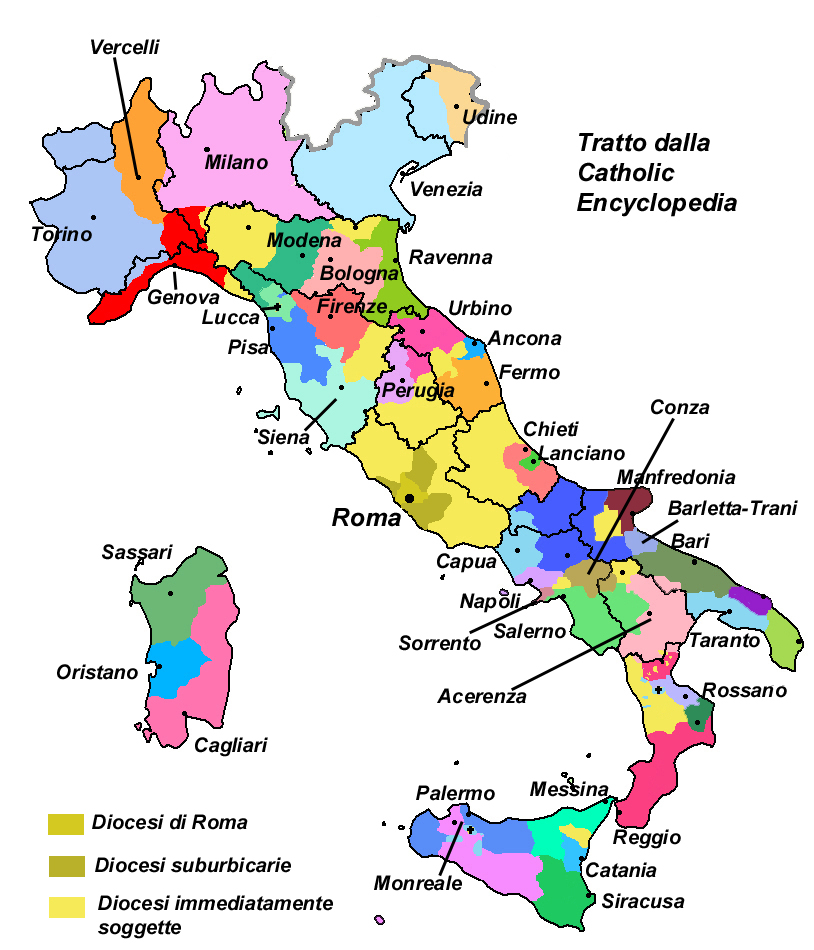
Bisdommen anno 1915

Albanië · Andorra · Armenië · Azerbeidzjan · België · Bosnië en Herzegovina · Bulgarije · Cyprus · Denemarken · Duitsland · Estland · Finland · Frankrijk · Georgië · Griekenland · Groot-Brittannië · Hongarije · IJsland · Ierland · Italië · Kazachstan · Kroatië · Letland · Liechtenstein · Litouwen · Luxemburg · Malta · Moldavië · Monaco · Montenegro · Nederland · Noord-Macedonië · Noorwegen · Oekraïne · Oostenrijk · Polen · Portugal · Roemenië · Rusland · San Marino · Servië · Slovenië · Slowakije · Spanje · Tsjechië · Turkije · Vaticaanstad · Wit-Rusland · Zweden · Zwitserland